# Stała gazowa
Stała gazowa, uniwersalna stała gazowa, molowa stała gazowa, stała Clapeyrona (symbol R) – stała fizyczna równa pracy wykonanej przez 1 mol gazu doskonałego podgrzewanego o 1 kelwin (stopień Celsjusza) podczas przemiany izobarycznej. Jej wartość to 8,31446261815324 J·mol−1·K−1.
Uniwersalna stała gazowa jest stałym współczynnikiem w równaniu stanu gazu doskonałego:
{\displaystyle p={\frac {nRT}{V}},}
gdzie:
{\displaystyle p} – ciśnienie gazu (w Pa),
{\displaystyle T} – temperatura gazu (w K),
{\displaystyle V} – objętość zajmowana przez gaz podlegający przemianie (w m³),
{\displaystyle n} – liczba moli gazu podlegającego przemianie.
{\displaystyle pV=nRT\quad {}} z czego wynika {\displaystyle {}\quad R={\frac {pV}{nT}}=N_{\mathrm {A} }k_{\mathrm {B} },}
gdzie:
{\displaystyle N_{\mathrm {A} }} – stała Avogadra = 6,022 140 76×1023 mol−1,
{\displaystyle k_{\mathrm {B} }} – stała Boltzmanna = 1,380 649×10−23 J· K−1.
Wartość uniwersalnej stałej gazowej nie zależy od rodzaju gazu. Po redefinicji jednostek SI, w tym stałej Boltzmanna i stałej Avogadra, od 20 maja 2019 jej wartość wynosi dokładnie:
{\displaystyle R=8{,}31446261815324\ \mathrm {\frac {J}{mol\cdot K}} .}
Dla gazu doskonałego, uniwersalna stała gazowa jest równa różnicy ciepła właściwego molowego przy stałej objętości oraz przy stałym ciśnieniu:
{\displaystyle R=C_{p}-C_{v}.}

## Pomiar stałej gazowej
W roku 2006 dokonano pomiaru {\displaystyle R} poprzez pomiar prędkości dźwięku {\displaystyle c_{a}(p,T)} w argonie w temperaturze {\displaystyle T} punktu potrójnego wody (użytego do zdefiniowania kelwina) przy różnych ciśnieniach {\displaystyle p,} i ekstrapolacji do granicy ciśnienia zerowego {\displaystyle c_{a}(0,T).} Wartość {\displaystyle R} jest otrzymana wtedy z zależności:
{\displaystyle c_{\mathrm {a} }^{2}(0,T)={\frac {\varkappa _{0}RT}{\mu }},}
gdzie:
{\displaystyle \varkappa _{0}} – wykładnik adiabaty,
{\displaystyle T} – temperatura,
{\displaystyle \mu } – masa molowa argonu.

## Indywidualna stała gazowa
Indywidualna stała gazowa (oznaczana symbolem r) – stała fizyczna równa pracy wykonanej przez 1 kg gazu podgrzewanego o 1 kelwin (stopień Celsjusza) podczas przemiany izobarycznej.
Również indywidualna stała gazowa jest stałym współczynnikiem w równaniu stanu gazu doskonałego:
{\displaystyle p={\frac {rT}{v}},}
gdzie:
{\displaystyle p} – ciśnienie gazu (w Pa),
{\displaystyle T} – temperatura gazu (w K),
{\displaystyle v} – objętość właściwa gazu podlegającego przemianie (w m³/kg).
Indywidualna stała gazowa jest równa różnicy między ciepłem właściwym przy stałej objętości a ciepłem właściwym przy stałym ciśnieniu:
{\displaystyle r=c_{p}-c_{v}.}
Wartość indywidualnej stałej gazowej jest zależna wyłącznie od masy molowej gazu i można ją wyliczyć z zależności:
{\displaystyle r={\frac {R}{M}},}
gdzie:
{\displaystyle M} – masa molowa gazu (w kg/mol).
Np. dla powietrza r = 287,05 J/(kg·K) (przyjmując średnią masę molową powietrza 0,0289647 kg/mol i R = 8,3144598 J/(mol·K)).

## Stała gazowa wyrażona w innych jednostkach
W zależności od potrzeb, stała gazowa może być wyrażona w różnych jednostkach:
| Wartość stałej R       | Jednostka           |
| Jednostki SI           | Jednostki SI        |
| ---------------------- | ------------------- |
| 8,31446 26181 5324     | J⋅K−1⋅mol−1         |
| 8,31446 26181 5324     | m3⋅Pa⋅K−1⋅mol−1     |
| 8,31446 26181 5324     | kg⋅m2⋅s−2⋅K−1⋅mol−1 |
| Inne używane jednostki |                     |
| 83,14462 61815 324     | dm3⋅hPa⋅K-1⋅mol-1   |
| 8314,46261 81532 4     | L⋅Pa⋅K−1⋅mol−1      |
| 8,31446 26181 5324     | L⋅kPa⋅K−1⋅mol−1     |
| 0,08314 46261 81532 4  | L⋅bar⋅K−1⋅mol−1     |
| 1,98720 42586 4083     | cal⋅K−1⋅mol−1       |